# Mattania maculicollis
Mattania maculicollis är en skalbaggsart som beskrevs av Leon Fairmaire 1894. Mattania maculicollis ingår i släktet Mattania och familjen långhorningar.
Artens utbredningsområde är Madagaskar. Inga underarter finns listade i Catalogue of Life.